# Research Institute of Petroleum Industry

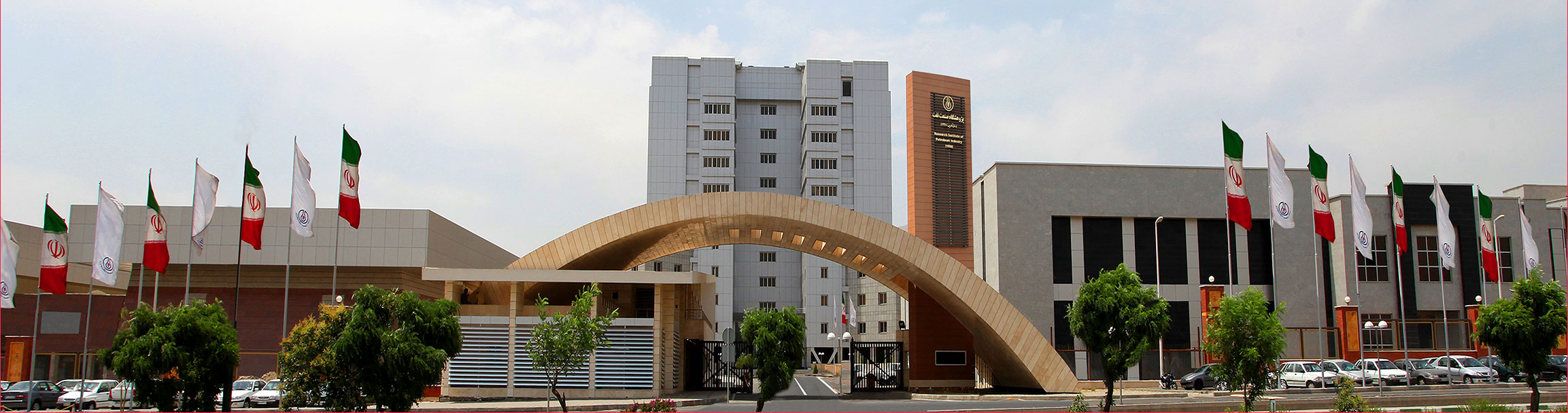
Fassade des Forschungsinstituts für Erdölindustrie

Das RIPI (Research Institute of Petroleum Industry, Forschungsinstitut der Ölindustrie) ist ein dem iranischen Ölministerium zugeordnetes wissenschaftliches Institut, das im Bereich der Erdöl- und Erdgasförderung, -exploration und insbesondere der Entwicklung und Optimierung chemischer Prozesse und Anlagen arbeitet. Der Schwerpunkt liegt auf der anwendungsorientierten Forschung bis hin zum Entwurf und Betrieb von Produktionsanlagen.
Das RIPI wurde 1959 gegründet und beschäftigt heute etwa tausend Mitarbeiter. Der Standort ist die Hauptstadt des Irans, Teheran.

## Abteilungen
- Ölraffinierung
- Polymerforschung und -technologie
- Umweltschutz in der Industrie
- Chemie, Petrochemie
- Prozessentwicklung
- Gasverarbeitung